# Oligodon cattienensis
Espèce
Oligodon cattienensis est une espèce de serpents de la famille des Colubridae.

## Répartition
Cette espèce est endémique de la province de Đồng Nai au Viêt Nam.

## Étymologie
Son nom d'espèce, composé de cattien et du suffixe latin -ensis, « qui vit dans, qui habite », lui a été donné en référence au lieu de sa découverte, le parc national de Cat Tien.

## Publication originale
- Vassilieva, Geissler, Galoyan, Poyarkov, Van Devender & Böhme, 2013 : A new species of Kukri Snake (Oligodon Fitzinger, 1826; Squamata: Colubridae) from the Cat Tien National Park, southern Vietnam. Zootaxa, no 3702 (3), p. 233–246.